# Mel Nowell
Mel Nowell, né Melvyn P. Nowell le 27 décembre 1939 à Colombus (Ohio), est un ancien joueur de basket-ball américain ayant évolué dans le championnat nord-américain professionnel de basket-ball, la National Basketball Association (NBA) durant la saison 1962-1963. Il évolue au poste de meneur mais aussi à celui d'arrière.

## Biographie
Mel Nowell est né le 27 décembre 1939. Il mesure 1,88 m pour 77 kg. Durant ses années universitaires, il évolue au sein des Buckeyes d'Ohio State, l'équipe de l'Université d'État de l'Ohio. Il est choisi pour jouer en NBA par les Zéphyrs de Chicago lors de la draft 1962, où il est drafté en 92e position. Lors de sa première saison NBA, il joue 39 matchs et reste, en moyenne, 15,1 minutes sur le terrain. Mel Nowell ne joue pas durant les 4 saisons suivantes. Il est envoyé en American Basketball Association (ABA) lors de la saison 1967-1968 dans l'équipe des New Jerseys Americans (futurs Nets de Brooklyn).

## Statistiques

### NBA
| Saison    | Équipe             | Matchs | Titul. | Min./m | % Tir | % 3pts | % LF | Rbds/m. | Pass/m. | Int/m. | Ctr/m. | Pts/m. |
| --------- | ------------------ | ------ | ------ | ------ | ----- | ------ | ---- | ------- | ------- | ------ | ------ | ------ |
| 1962-1963 | Zéphyrs de Chicago | 39     | 0      | 15,1   | 38,8  | -      | 72,7 | 1,7     | 2,2     | -      | -      | 5,9    |
| Total     |                    | 39     | 0      | 15,1   | 38,8  | -      | 72,7 | 1,7     | 2,2     | -      | -      | 5,9    |

### ABA
| Saison    | Équipe                  | Matchs | Titul. | Min./m | % Tir | % 3pts | % LF | Rbds/m. | Pass/m. | Int/m. | Ctr/m. | Pts/m. |
| --------- | ----------------------- | ------ | ------ | ------ | ----- | ------ | ---- | ------- | ------- | ------ | ------ | ------ |
| 1967-1968 | Americans du New Jersey | 76     | 0      | 20,5   | 40,2  | 28,1   | 82,6 | 2,5     | 2,0     | -      | -      | 9,6    |
| Total     |                         | 76     | 0      | 20,5   | 40,2  | 28,1   | 82,6 | 2,5     | 2,0     | -      | -      | 9,6    |